# Çavdır
Çavdır ist ein Landkreis (İlçe) und eine Kreisstadt in der türkischen Provinz (İl) Burdur. Der Kreis liegt im Süden der Provinz und die Kreisstadt im Norden des Kreises. Sie beherbergt 38,8 Prozent der Kreisbevölkerung. Die im Stadtsiegel abgebildete Jahreszahl 1967 dürfte auf das Jahr der Erhebung zur Gemeinde (Belediye/Belde) hinweisen.

## Der Landkreis
Der Landkreis entstand am 20. Mai 1990 (Gesetz 3642) aus dem gleichnamigen Bucak im Kreis Gölhisar. Der Bucak bestand damals aus elf Dörfern und drei Gemeinden (Çavdır, Kozağaç und Söğüt). Zur Volkszählung 1985 hatte er 14940 Einwohner.
Der Kreis grenzt im Norden an den Kreis Tefenni und im Westen an die Kreise Altınyayla und Gölhisar. Extern grenzt er im Nordwesten an die Provinz Denizli (Kreis Acıpayam) sowie an die Provinzen Antalya (Kreis Korkuteli) im Osten und Muğla (Kreis Seydikemer) im Süden.
Neben der Kreisstadt ist Söğüt (3083 Einw.) als Gemeinde (Belediye) erhalten geblieben. Des Weiteren gibt es noch zehn Dörfer (Köy) mit durchschnittlich 471 Bewohnern. Kozağacı ist mit 1175 Einwohnern davon das größte.

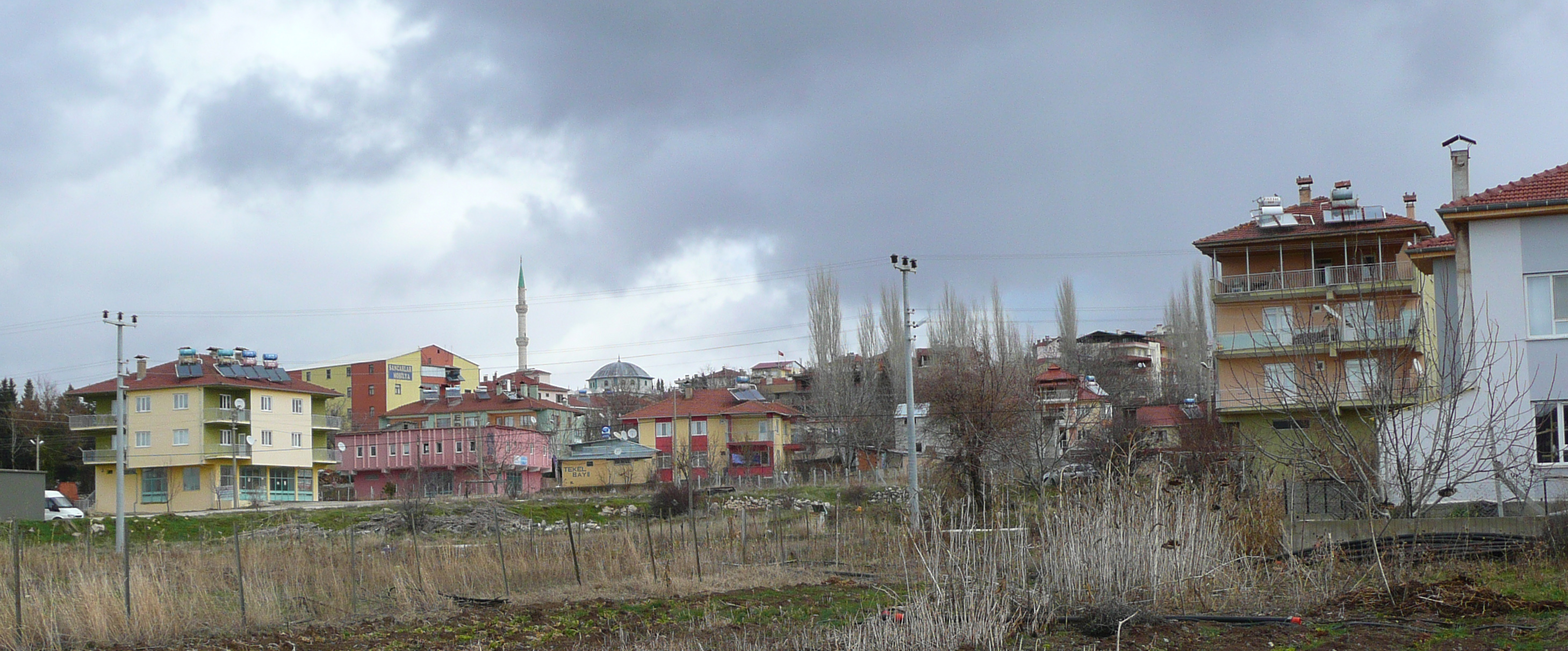
Çavdır